# شنني (قابس)
شنني (قابس) هي إحدى قرى واحة قابس بالجنوب التونسي. وهي مجاورة لقرية النحال ويشكلان معا بلدية واحدة هي بلدية شنني-النحال. يبلغ عدد سكان شنني حوالي 14200 نسمة، ويقوم اقتصادها على السياحة والفلاحة بالواحة حيث تنتج الرمان والحناء وكلاهما ينسب إلى قابس، وقد اشتهرت بشجرة الرمان ونبات الحناء.